# Улич
Улич (слч. Ulič) насељено је мјесто са административним статусом сеоске општине (слч. obec) у округу Сњина, у Прешовском крају, Словачка Република.

## Становништво
| Година:    | 1994. | 2004.   | 2014.    | 2024.    |
| ---------- | ----- | ------- | -------- | -------- |
| Број људи: | 1128  | 1038    | 907      | 808      |
| Разлика:   |       | -7,97 % | -12,62 % | -10,91 % |

| Година:    | 2023. | 2024.   |
| ---------- | ----- | ------- |
| Број људи: | 810   | 808     |
| Разлика:   |       | -0,24 % |

Према подацима о броју становника из 2024. године насеље је имало 808 становника.